# Carlo Felice Trossi
Il Conte Carlo Felice Trossi di Pian Villar (Biella, 27 aprile 1908 – Milano, 5 maggio 1949) è stato un pilota automobilistico e nobile italiano.

## Biografia
Il conte Carlo Felice Trossi può essere considerato un tipico esempio dei cosiddetti piloti-gentiluomini, che si dedicarono alle corse non professionalmente, bensì quale eccitante passatempo. Nondimeno, egli mostrò un grande talento, certamente superiore a quello degli altri suoi altolocati colleghi. Figlio del conte Felice Trossi, industriale laniero e di Clementina Sella, figlia del fotografo ed esploratore Vittorio Sella, della celebre famiglia di imprenditori, politici e banchieri biellesi, nel 1931, a ventitré anni, corse la prima volta con una vettura del costruttore Mercedes-Benz, in occasione di una corsa di montagna, la Biella-Oropa. L'anno successivo acquistò un'Alfa Romeo. Alla guida di un'Alfa Romeo 2300, nel 1933 vince il 1º Circuito Automobilistico di Firenze. Con un'Alfa Romeo P3 della Scuderia Ferrari si impose nel Circuito di Biella 1934, segnando anche il giro veloce, precedendo Achille Varzi, con identica vettura, e Nino Farina; nello stesso anno vinse anche il Gran Premio di Vichy.
Dal momento che le squadre tedesche della Mercedes e dell'Auto Union non prevedevano di vendere auto da corsa a piloti fuori-squadra, Carlo Felice si concentrò sulle corse di montagna e sulle corse della Classe Voiturette, nelle quali conquistò innumerevoli vittorie.
Un bel giorno, Trossi lasciò dietro di sé tutti i concorrenti, benché mostrasse un andamento estremamente irregolare, di corsa in corsa. Appassionato di motori, partecipò anche a corse di motoscafi.
Nel 1944, quando la Piaggio trasferì lo stabilimento da Pontedera a Biella, per sottrarsi ai bombardamenti della seconda guerra mondiale, collaborò con lo staff tecnico alla realizzazione del prototipo Piaggio Paperino - MP5, le cui prove vennero fatte anche nel suo castello di famiglia a Gaglianico.
Sposò Elisa Marchini, figlia dell’ammiraglio Domenico (Mingo) Marchini e di Anna Bocciardo, figlia di Sebastiano Bocciardo, noto imprenditore conciario genovese. Ebbe un’unica figlia, Vittoria.

## I gran premi
Dopo la guerra venne assoldato dalla squadra corse dell'Alfa Romeo, la migliore di quegli anni del dopoguerra. Con essa vinse il Gran Premio d'Italia, nel 1947 e il Gran Premio di Svizzera, nel 1948.

## Morte
All'epoca di quest'ultimo successo, il conte Trossi era già affetto da un cancro che lo uccise nel 1949, a soli 41 anni. Ove ciò non fosse accaduto, fu considerazione largamente condivisa che avrebbe potuto giocare un ruolo di tutto rilievo nel campionato di Formula 1, che avrebbe avuto inizio nel 1950.
A lui è dedicata una via del paese di Gaglianico che conduce dal centro al castello di famiglia e poi al vicino paese di Ponderano, mentre anche il primo tratto della statale tra Biella e Vercelli in direzione di Verrone-Massazza è chiamata Strada Trossi.